# Johan Henrik Deuntzer
Johan Henrik Deuntzer (né le 20 mai 1845 à Copenhague et mort le 16 novembre 1918 au Palais de Charlottenlund) est un professeur de droit et un homme d'État danois. Membre de Venstre - le parti de la gauche réformiste à l'époque - il a été le premier Premier ministre de ce parti entre 1901 et 1905 et a dirigé le premier gouvernement de gauche de l'histoire du Danemark. Son accession à ce poste a fait suite aux élections législatives danoises de 1901, malgré le fait qu'il n'était lui-même pas membre du parlement.

## Gouvernement Deuntzer
- Johan Henrik Deuntzer, président du Conseil et ministre des Affaires étrangères.
- Peter Adler Alberti, ministre de la Justice.
- Christopher Hage, ministre des Finances.
- Jens Christian Christensen, ministre de l'Instruction publique.
- Ole Hansen, ministre de l'Agriculture.
- M. Hoerup, ministre des Travaux publics.
- Enevald Soerensen, ministre de l'Intérieur.
- M. Madsen, ministre de la Guerre.
- Ferdinand Henrik Jøhnke, ministre de la Marine.